# Punto di discontinuità
In matematica, in particolare in analisi, si dice punto di discontinuità di una funzione a valori reali {\displaystyle f} un punto appartenente al dominio di {\displaystyle f} nel quale la funzione non risulti continua. La nozione di punto di discontinuità può poi essere facilmente estesa al caso in cui la funzione non sia definita nel punto stesso, ma in un suo intorno (in modo che sia possibile definire i limite destro e sinistro).
Nel caso di una funzione a una sola variabile {\displaystyle f:[a,b]\to \mathbb {R} }, questo significa che un punto {\displaystyle x_{0}\in (a,b)} è di discontinuità se e solo se non è verificata la condizione:
{\displaystyle \lim _{x\to x_{0}^{-}}f(x)=\lim _{x\to x_{0}^{+}}f(x)=f(x_{0})}.
A seconda del modo in cui questa condizione viene a mancare, i punti di discontinuità vengono raggruppati sotto tre famiglie, dette specie:
1. discontinuità di prima specie: il limite destro e il limite sinistro per {\displaystyle x} tendente a {\displaystyle x_{0}} esistono finiti, ma sono diversi tra loro (la funzione presenta un "salto" finito nel punto di ascissa {\displaystyle x_{0}})[2];
2. discontinuità di seconda specie: almeno uno dei due limiti per {\displaystyle x} tendente a {\displaystyle x_{0}} è infinito (positivo o negativo) oppure non esiste (in quest'ultimo caso si parla anche di discontinuità essenziale)[3];
3. discontinuità di terza specie (o eliminabile): esistono uguali e finiti i limiti destro e sinistro per {\displaystyle x} tendente a {\displaystyle x_{0}}, ma il loro valore è diverso dal valore di {\displaystyle f} nel punto {\displaystyle x_{0}} oppure {\displaystyle f} non è definita in {\displaystyle x_{0}}[4].

## Discontinuità di prima specie (o di salto)
Sia {\displaystyle f:X\to Y}.
Un punto {\displaystyle x_{0}\in X} è di discontinuità di prima specie per {\displaystyle f} quando esistono i limiti sinistro e destro della funzione per {\displaystyle x} che tende a {\displaystyle x_{0}} e sono entrambi finiti, ma sono diversi. Ovvero quando valgono tutte le seguenti condizioni:
- {\displaystyle \exists \lim _{x\to x_{0}^{-}}f(x)=:f(x_{0}^{-})\in \mathbb {R} }
- {\displaystyle \exists \lim _{x\to x_{0}^{+}}f(x)=:f(x_{0}^{+})\in \mathbb {R} }
- {\displaystyle f(x_{0}^{-})\neq f(x_{0}^{+})}

La discontinuità viene comunemente definita "di salto" perché l'aspetto del grafico è quello di un salto nel punto di discontinuità. Viene inoltre detto "salto" la quantità {\displaystyle f(x_{0}^{+})-f(x_{0}^{-})}.

### Esempi

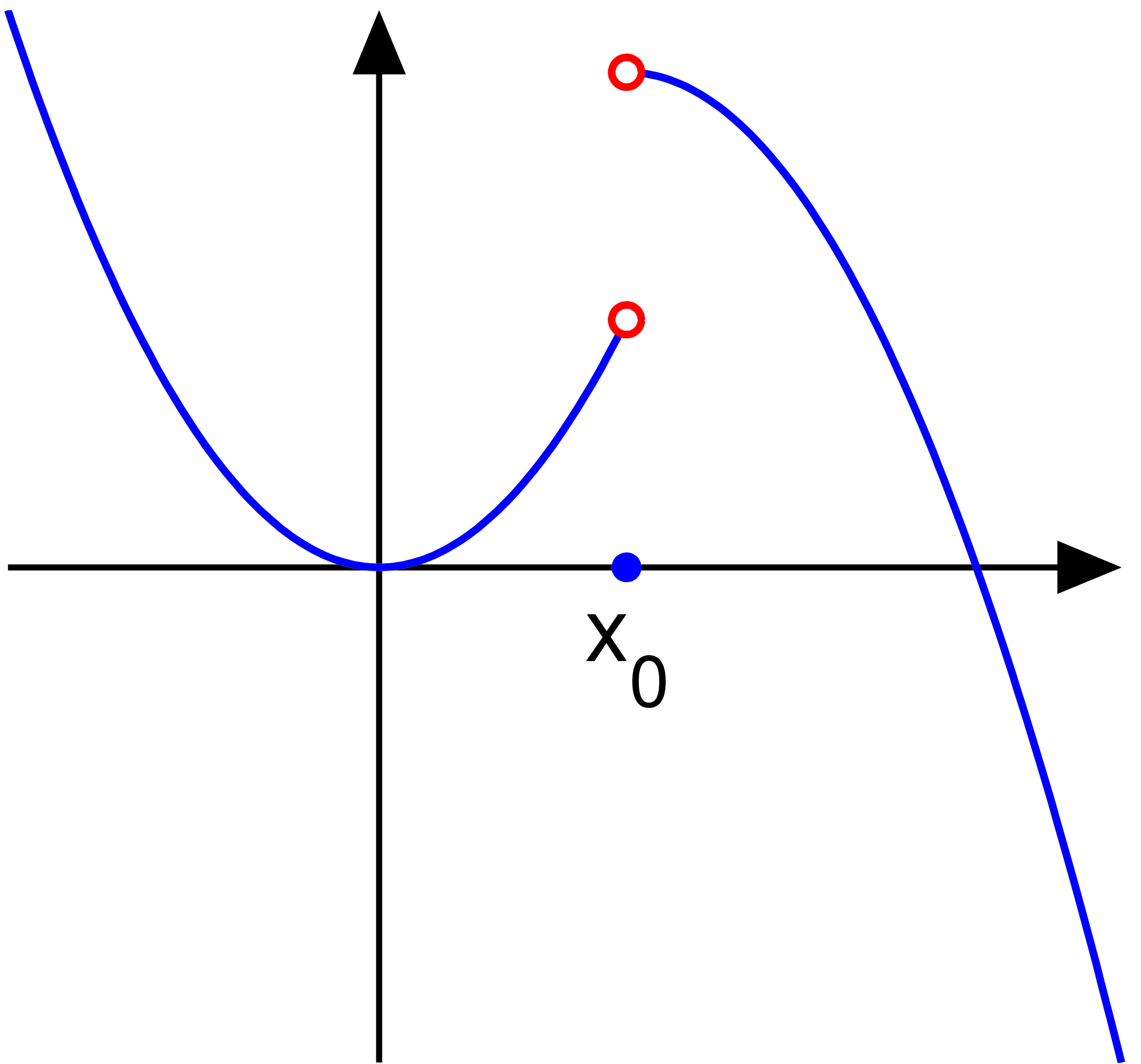
Discontinuità a salto.

La funzione
{\displaystyle f(x)=\operatorname {sgn}(x):={\begin{cases}{\frac {x}{|x|}}&{\text{ se }}x\neq 0\,\\0&{\text{ se }}x=0\end{cases}}}
vale sempre 1 per {\displaystyle x} positivi e -1 per {\displaystyle x} negativi, e fa quindi un "salto" in {\displaystyle x=0} (in cui vale 0).
Nell'esempio mostrato in figura, la funzione è definita nel modo seguente:
{\displaystyle f(x)={\begin{cases}x^{2}&{\mbox{ se }}x<x_{0}\\0&{\mbox{ se }}x=x_{0}\\2-(x-x_{0})^{2}&{\mbox{ se }}x>x_{0}\end{cases}}}

## Discontinuità di seconda specie (o essenziale)
Sia {\displaystyle f:X\to Y}.
Un punto {\displaystyle x_{0}\in X} è di discontinuità di seconda specie per {\displaystyle f} quando il limite della funzione per {\displaystyle x} che tende a {\displaystyle x_{0}} da destra e/o da sinistra è infinito o non esiste. In altre parole, quando vale una delle seguenti condizioni:
- {\displaystyle \not \exists \left(\lim _{x\to x_{0}^{-}}f(x)\vee \lim _{x\to x_{0}^{+}}f(x)\right)}
- {\displaystyle \left(\lim _{x\to x_{0}^{-}}f(x)\vee \lim _{x\to x_{0}^{+}}f(x)\right)\notin \mathbb {R} }

Nel primo caso, la discontinuità è anche detta essenziale. Taluni definiscono "punto di discontinuità di seconda specie" anche un punto che non appartiene al dominio della funzione, ma che ne è di accumulazione ({\displaystyle x_{0}\in X^{\prime }\setminus X}), e per cui valga una delle condizioni di cui sopra (ad esempio, {\displaystyle {\frac {1}{x}}} oppure {\displaystyle \sin \left({\frac {1}{x}}\right)}, i cui limiti per {\displaystyle x\to 0} sono rispettivamente infinito e inesistente). A rigore, tuttavia, una funzione dovrebbe essere definita "continua" o "discontinua" solo nei punti appartenenti al suo insieme di definizione, e in questo senso funzioni come quelle citate sono continue in tutto il loro dominio (in entrambi i casi, l'insieme {\displaystyle (-\infty ,0)\,\cup (0,+\infty )}.

### Esempi

Discontinuità di seconda specie.

Un esempio con il limite infinito è la funzione
{\displaystyle f(x)={\begin{cases}{\frac {1}{x}}&{\mbox{ se }}x\neq 0\\\alpha &{\mbox{ se }}x=0,\quad \alpha \in \mathbb {R} \end{cases}}}
Un esempio in cui il limite non esiste è mostrato in figura ed è la funzione
{\displaystyle f(x)={\begin{cases}\sin {\frac {5}{x-x_{0}}}&{\mbox{ se }}x<x_{0}\\0&{\mbox{ se }}x=x_{0}\\{\frac {0.1}{x-x_{0}}}&{\mbox{ se }}x>x_{0}\end{cases}}}

## Discontinuità di terza specie (o eliminabile)
Sia {\displaystyle f:X\to Y}.
Un punto {\displaystyle x_{0}\in X} è di discontinuità di terza specie per {\displaystyle f} quando il limite destro della funzione per {\displaystyle x} che tende a {\displaystyle x_{0}} è uguale a quello sinistro, con entrambi valori finiti, ma il valore di {\displaystyle f} in {\displaystyle x_{0}} non coincide con questi limiti. In altre parole, quando valgono tutte le seguenti condizioni:
- {\displaystyle \exists \lim _{x\to x_{0}^{-}}f(x)=:f(x_{0}^{-})\in \mathbb {R} }
- {\displaystyle \exists \lim _{x\to x_{0}^{+}}f(x)=:f(x_{0}^{+})\in \mathbb {R} }
- {\displaystyle f(x_{0}^{-})=f(x_{0}^{+})\neq f(x_{0})}

La discontinuità viene anche detta eliminabile in quanto è sufficiente "aggiustare" il valore di {\displaystyle f(x)} in {\displaystyle x_{0}} nel modo seguente:
{\displaystyle f^{*}(x):={\begin{cases}f(x)&{\mbox{ se }}x\neq x_{0}\\f(x_{0}^{-})&{\mbox{ se }}x=x_{0}\end{cases}}}
per rendere la funzione continua nel punto.
Vi sono alcuni che definiscono un punto "di discontinuità eliminabile" anche quando non appartiene al dominio della funzione, ma è di accumulazione per la funzione, e attorno al quale la funzione assuma limite finito e uguale da sinistra e destra.

### Esempi
La funzione 
{\displaystyle f(x)={\begin{cases}{\frac {\sin(x)}{x}}&{\mbox{ se }}x\neq 0\\\ell &{\mbox{ se }}x=0,\quad \ell \in \mathbb {R} \end{cases}}}

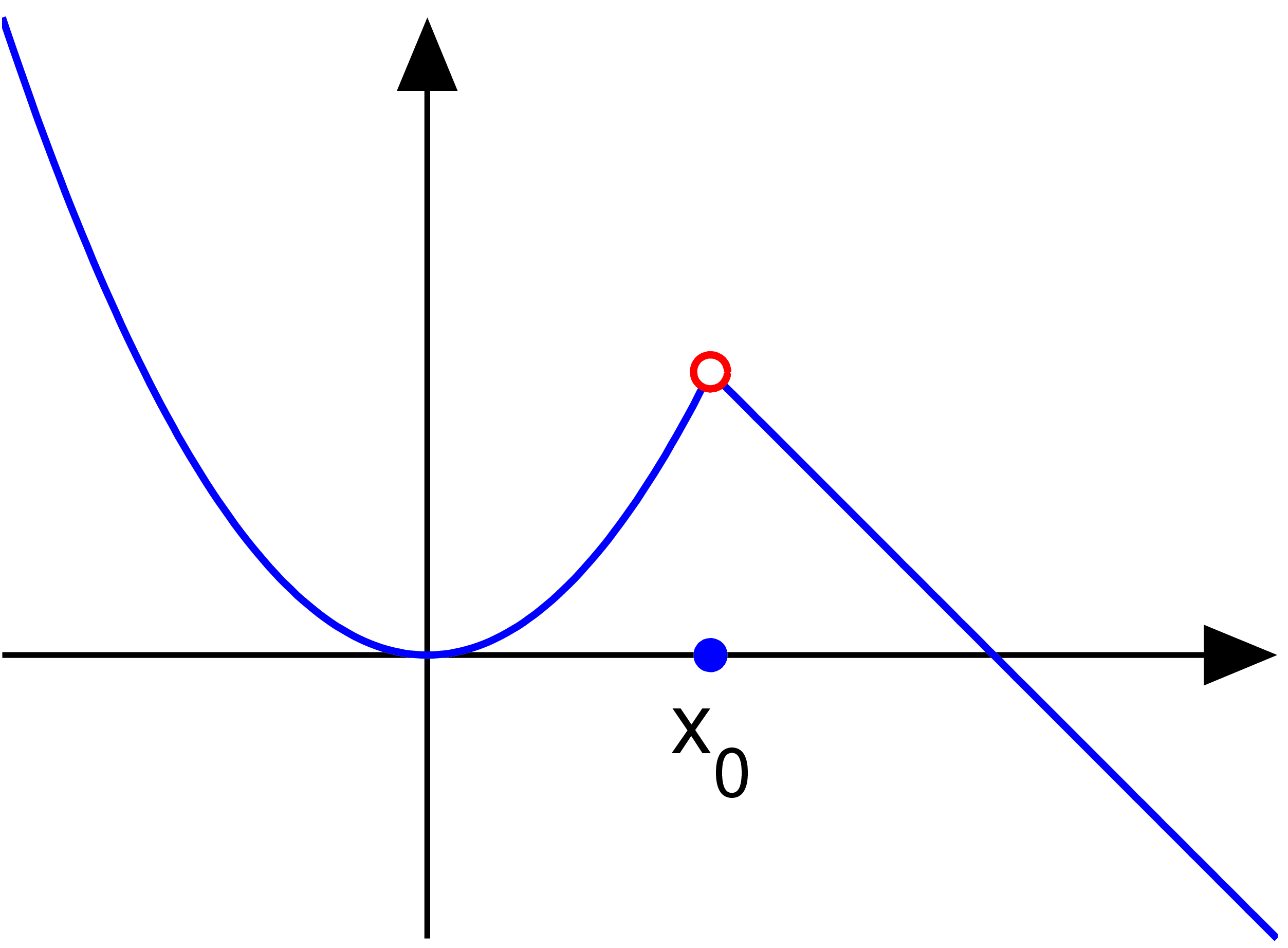
Discontinuità eliminabile.

si può estendere ad una funzione continua in {\displaystyle 0} ponendo {\displaystyle \ell =f(x_{0}^{-})=f(x_{0}^{+})=1} (vedi limite notevole per il calcolo del limite). Per qualunque altra scelta di {\displaystyle \ell }, la funzione presenterà discontinuità eliminabile in {\displaystyle x=0}.
Un altro esempio, la cui figura è mostrata a lato, è rappresentato dalla funzione
{\displaystyle f(x)={\begin{cases}x^{2}&{\mbox{ se }}x<x_{0}\\0&{\mbox{ se }}x=x_{0}\\2-x&{\mbox{ se }}x>x_{0}\end{cases}}}
con {\displaystyle x_{0}=1}